# Потапов, Александр Яковлевич (яхтсмен)
Александр Яковлевич Потапов (5 мая 1944, Долгопрудный, СССР — 18 сентября 2011, Долгопрудный) — советский и российский яхтсмен, мастер спорта СССР международного класса, участник Олимпийских игр 1976, многократный чемпион СССР по парусному спорту, судья республиканской категории.

## Биография
Отец — Потапов Яков Васильевич — участник Великой Отечественной войны, сотрудник яхт-клуба «Труд».
Александр начал заниматься парусным спортом с 1954 года в яхт-клубе «Труд» возле Новоалександрово.
В армии служил в войсках ПВО Москвы. Вместе с братом Виктором Потаповым одним из первых в СССР освоил класс «470».
На Летних Олимпийских играх 1976, на озере Онтарио, в качестве шкотового был четвёртым в классе «470» вместе со свои братом-рулевым Виктором Потаповым.
Окончил Московский областной государственный институт физической культуры.
После ухода из Сборной работал тренером в яхт-клубе ЦСК ВМФ (Москва). В период 1980—2005 годов был председателем гоночных комитетов многочисленных парусных регат на Клязьминском водохранилище. Имел квалификацию судьи республиканской категории.
Скончался 18 сентября 2011 года. Похоронен рядом с Храмом Рождества Христова в Осташково (Московская область), на берегу Клязьминского водохранилища.